# 王皇后 (漢平帝)
王皇后（おうこうごう）は、前漢の平帝の皇后で、新の皇帝王莽の娘。
名は伝わっていない。平帝の死去後、漢の皇太后となり、父の王莽が新王朝を建国した後は、定安太后とされ、さらにその号を黄皇室主に改められた。
再婚を拒否し、王莽と新王朝の滅亡時に自害した。

## 生涯

### 漢の皇后となる
元延4年（前9年）、王莽と王氏（宜春侯王咸の娘）との間に、娘として生まれた。名は伝わっていない（以下しばらくは「王氏」と表記）。元寿2年（前1年）に9歳の平帝が即位すると、成帝の母である太皇太后王政君が政務を行い、その甥の王莽が最高権力者となった。
元始3年（3年）、王莽は宣帝の代の権臣であった霍光の例に倣って王氏を平帝の皇后に取り立てるべく、太皇太后の王政君を通して、まずは王氏を後宮に上殿させるよう働き掛けた。王莽本人は自分には徳がないとして表向きこれを辞退し、また王政君もこれを拒否した。宮殿正門には毎日千人以上もの民衆・官吏らが、王氏を後宮に入れるようにと上書してきたため、王政君はやむなく王莽の娘のうちの一人であった王氏の後宮入りを認めた。
『漢書』によればその後は王莽は「皇后を推薦された女性から広く選ぶべきである」と上奏したが、公卿たちは「王氏以外の女性を皇后にすべきではない」と頑なに主張し、また王政君が大司徒と大司空を遣わして占いを行うと、その結果は全て「金水王相にあい、父母が位を得るにあう」、すなわち「逢吉（大吉）」と出たとされる。
この際、群臣たちは王莽への封地の加増を申し出たが、王莽は「私の娘は皇帝の配偶者の地位には足りません。私の領土は朝貢を行うには充分です」と語りこれを辞退した。また「故事によれば皇后には聘物として、黄金2万斤、銅銭にして2億が与えられます」との上奏もあったが、王莽はこれも辞退して4,000万銭だけを受け取り、そのうち3,300万銭は11の平帝の側室となった女性の家に与えた。さらに群臣は「皇后は聘物を受け取られましたが、他の側室が受け取ったものを越えておりません」と上奏し、王莽は加えて2,300万銭を与えられ、あわせて3,000万銭を受け取る形となった。王莽はそのうち1,000万銭を、一族の貧しいものに分け与えたとされる。
元始4年（4年）2月、詔が行われ、平帝の皇后として、王氏（王莽の娘）が選ばれた。納采の礼がとり行われ、大司徒の馬宮・大司空の甄豊・左将軍の孫建・右将軍の甄邯・光禄大夫の劉歆が王莽の屋敷に派遣され、皇后を迎えるために、天子の乗り物である法駕という輿を奉じてきた。王氏（王莽の娘）は皇后の印と組み紐を、馬宮・甄豊・劉歆に授けられ、馬車に乗って先払いを行い、漢の皇帝の宮殿である未央宮に入っていた。群臣は位につき、大赦が行われた。王氏（王莽の娘）の父である王莽は、満百里の土地を増して封じられた。また、皇后を迎えにいき、礼を行ったものには賜与され、三公以下馬を扱う役人まで、長楽・未央宮、王莽の屋敷で事を司っているものまで、全て秩禄が増やされ、金や帛を与えられた（以下、しばらく、「王皇后」と表記する）。

### 平帝の皇后として
立后から3か月後、王皇后は漢の高祖（劉邦）の宗廟に礼を行った。元始4年（4年）4月、王皇后の父の王莽は、「宰衡」となり、その位は漢の皇族である諸侯王の上位となった。王莽の母は、「功顕君」と号することになり、食邑も賜った。王皇后の兄弟である王安は、「褒新侯」に、王臨は「賞都侯」に封じられた。
元始5年（5年）秋、王莽は王皇后に「子孫の瑞」（初潮）があったことを理由に、国内において杜陵から終南山を貫いて漢中に至る「子午道」を設置した。
同年12月、夫の平帝が未央宮にて死去し（享年14歳）、王氏は皇太后へと格上げされた。後継の皇帝には宣帝の玄孫にあたる劉嬰が選ばれたが、劉嬰は「孺子」と号する皇太子の扱いに位置付けられ（孺子嬰）、代わって王莽が「摂皇帝」、後に「仮皇帝」と称して皇帝の事業を代行することになった。

### 定安太后として
始建国元年（9年）正月、劉嬰から禅譲を受けた王莽が新たな皇帝の座に就き、新たな王朝である新王朝が成立した。劉嬰は定安公（爵位の一つ、王の次に位置する」の爵位を与えられ、伴って王氏は定安太后と称号を改められた。王氏は漢の代の宮殿であった明光宮を定安館と名を改めて、そこに住むようになった。王氏は漢王朝が滅んで以降は、病と称して新の朝廷での会合には参加しなかったとされ、節操があったと評されている。

### 黄皇室主として
始建国2年（10年）11月、新の立国将軍であった孫建は、高祖劉邦を始めとする漢の歴代皇帝の宗廟を全て廃し、また旧皇族の劉氏の諸侯には待遇に格差を付け、官吏である者は解任するなどの冷遇を行う政策を献案した。王莽はこの案に対し、劉姓の人物で自身に反抗しなかった家門の者達にのみ、劉から新たに『王』の姓を与える事とした。王氏はこの際に称号を「黄皇室主」と改めることになり、漢との関係を絶つことになった。
これより以前、王莽の腹心であった甄豊は、王莽が新の皇帝に即位したことに不満を持っており、その意図を察した王莽も甄豊を更始将軍の地位にまで降格させた。この仕打ちに憤りを抱いた甄豊の子の甄尋は、同年12月にある時「漢の平帝の后であった黄皇室主は、甄尋の妻となるだろう」という内容の符命を作成した。これを聞いた王莽は「黄皇室主は天下の母である。これは何を言っているのだ！」と激怒し、この一件によって甄豊は自殺、甄尋も逃亡したものの捕縛されて後に命を落とし、そのほか多数の人物が逮捕・処刑された。
王莽は娘の王氏を哀れに思って別の者に嫁がせようと使者を送ったが、黄皇室主は激怒して使者の従者を鞭で打ち、使者を追い返した。以降、王氏は発病して床から起きようとせず、王莽も強制はしなかった。

### 非業な最期
地皇4年（23年）10月、数年前に発生した呂母の乱・赤眉の乱・緑林軍の決起などに端を発する各地での新王朝への反乱は広がり、ついに緑林軍の軍団が都の常安（長安）にまで達し、王莽は戦死した。放たれた火が未央宮に回ってくると、王氏は「何の面目あって、漢の家にまみえることができましょうか！」と叫び、自ら火の中に身を投じて命を落としたという。